# اتحاد قاري

خريطة توضح ثلاثة اتحادات تعتبر اتحادات قارية (2008):
الاتحاد الأوروبي
الاتحاد الأفريقي
اتحاد دول أمريكا الجنوبية

الاتحاد القاري هو منظمة إقليمية تعمل على تسهيل التضافر على مستوى القارة، وتتنوع أشكال الاتحادات القارية من المنظمات الحكومية الدولية التعاونية إلى الاتحادات السياسية الاقتصادية فوق الوطنية، وتُعد الاتحادات القارية نمطًا جديدًا نسبيًا من الكيانات السياسية في تاريخ السياسة الإنسانية. فقد كان التنظيم السياسي على امتداد معظم مراحل التاريخ البشري يُقام على مستوى محلي (مثل الدول القبلية ودول المدن)، ثم اتسع إلى المستوى تحت الإقليمي والمناطقي وتحت القاري خلال القرون اللاحقة (مثل إمبراطوريات أحواض الأنهار ومنظوماتها، و«الدول القومية» الحديثة). غير أنه، مع انتشار وسائل النقل والأسلحة والاتصالات الأكثر تطورًا، قد ظهرت لأول مرة إمكانية قيام اتحاد بين دول أعضاء بهدف التنظيم على المستوى القاري. وعقب الدمار الذي خلفته الحربان العالميتان الأولى والثانية، في منتصف القرن العشرين، بدأت أوروبا شيئًا فشيئًا تتحد من أجل تأسيس «السوق الأوروبية المشتركة»، التي أصبحت اتحادًا سياسيًا يغطي معظم القارة الأوروبية (28 دولة عضوًا بحلول عام 2016).

## الاتحادات القارية القائمة

### الاتحاد الإفريقي
يُعد الاتحاد الإفريقي (اختصارًا AU في اللغة الإنجليزية، وUA في اللغات الرسمية الأخرى)، بمساحته التي تبلغ 29,757,900 كيلومترًا مربعًا (11,489,589 ميلًا مربعًا) وتعداد سكانه الذي يبلغ مليار نسمة، أكبر الاتحادات القارية القائمة حتى يومنا هذا حسب المساحة والسكان، ويضم جميع الدول الإفريقية.
شُكل الاتحاد الإفريقي على اعتباره خليفة لمنظمة الوحدة الإفريقية. وتُتخذ أكثر قرارات الاتحاد الإفريقي أهمية بواسطة الجمعية العامة للاتحاد الإفريقي، وهي اجتماع نصف سنوي لرؤساء الدول وممثلي حكومات الدول الأعضاء. ويقع مقر الأمانة العامة ولجنة الاتحاد الإفريقي في أديس أبابا، إثيوبيا. وفي اجتماع الاتحاد الذي انعقد في فبراير 2009 وترأسه الزعيم الليبي السابق معمر القذافي، اتُخذ قرار بتحويل لجنة الاتحاد الإفريقي إلى سلطة الاتحاد الإفريقي.
يتكون الاتحاد الإفريقي من كيانات سياسية وإدارية، وتُعد الجمعية العامة أكبر صانع للقرارات في الاتحاد، إذ تتألف من جميع رؤساء الدول الأعضاء أو ممثلي حكوماتها، ويترأس ألفا كوندي مجلس الجمعية منذ عام 2017. ولدى الاتحاد الإفريقي هيئة تمثيلية أيضًا، تُعرف بالبرلمان الإفريقي (برلمان عموم إفريقيا)؛ الذي يتألف من 265 عضوًا يُنتخبون من قبل البرلمانات الوطنية للدول الأعضاء، ويترأسه بيثيل ناييميكا أمادي في الوقت الحالي. ولدى الاتحاد الإفريقي مؤسسات سياسية أخرى، مثل المجلس التنفيذي الذي يضم وزراء خارجية الدول الأعضاء ويتولى تهيئة القرارات للجمعية العامة، والهيئة التمثيلية الدائمة التي تضم سفراء الدول الأعضاء في أديس أبابا، إضافة إلى المجلس الاقتصادي والاجتماعي والثقافي (ECOSOCC) وهو كيان استشاري مختص بشؤون المجتمع المدني.

### الاتحاد الأوروبي
الاتحاد الأوروبي (اختصارًا في الإنجليزية EU) هو اتحاد سياسي واقتصادي يضم 28 دولة عضوًا في أوروبا. في سياق الالتزام بالتضافر الإقليمي، أسِس الاتحاد الأوروبي بناء على معاهدة ماستريخت في 1 نوفمبر 1993 وبُني على أسس السوق الأوروبية المشتركة القائمة سابقًا. وأنشئ برلمان أوروبي يُنتخب بشكل مباشر من قبل مواطني الاتحاد الأوروبي. بضمه نحو 500 مليون مواطن، ينتج الاتحاد الأوروبي مجتمعًا حصة تُقدر بنسبة 30% (18.4 تريليون دولار أمريكي في عام 2008) من القيمة الاعتبارية للناتج العالمي الخام.
ولقد طور الاتحاد الأوروبي سوقًا موحدة عبر منظومة قوانين مشتركة المعايير تسري في جميع الدول الأعضاء، وتضمن حرية حركة الأشخاص والسلع والخدمات ورؤوس الأموال. وتحافظ هذه السوق على سياسات مشتركة فيما يتعلق بالتجارة والزراعة وصيد السمك والتنمية الإقليمية. وإضافة إلى ذلك، اعتمدت 19 دولة عضوًا عملة مشتركة هي اليورو، مؤلفة بذلك منطقة اليورو. وطور الاتحاد الأوروبي دورًا محدودًا له في السياسة الخارجية، إذ يحظى بالتمثيل في منظمة التجارة العالمية ومجموعة الثماني ومجموعة العشرين والأمم المتحدة. ويتولى سن القوانين التشريعية فيما يتعلق بالعدالة والشؤون الداخلية، بما في ذلك صلاحيات إلغاء جوازات السفر طبقًا لاتفاقية بين الدول الأعضاء التي تشكل منطقة شنغن.

### اتحاد دول أمريكا الجنوبية
اتحاد دول أمريكا الجنوبية (اختصارًا UNASUR بالإسبانية) هو اتحاد حكومي دولي يدمج بين اتحادين جمركيين قائمين هما اتحاد ميركوسور و‌مجموعة دول الأنديز، في سياق إجراءات التكامل المستمرة بين دول أمريكا الجنوبية. وقد أنشئ اقتداءً بالاتحاد الأوروبي، ويضم كامل البر الرئيسي لأمريكا الجنوبية، باستثناء غويانا الفرنسية (التي تُعد إقليمًا مما وراء البحار تابعًا لفرنسا، وبذلك تشكل جزءًا من الاتحاد الأوروبي)، وتتمتع بنما والمكسيك بعضوية مراقب.
وقعت المعاهدة التأسيسية لاتحاد دول أمريكا الجنوبية في 23 مايو 2008 خلال القمة الثالثة لرؤساء الدول المنعقدة في مدينة برازيليا، البرازيل. وبناء على هذه المعاهدة يكون مقر الأمانة العامة للاتحاد في مدينة كيتو في الإكوادور، بينما يكون مقر البرلمان الأمريكي الجنوبي المزمع إنشاؤه في مدينة كوتشابامبا في بوليفيا. وكان من المقرر أن يكون المقر الرئيسي لبنك الجنوب المزمع إنشاؤه واقعًا في مدينة كاراكاس في فنزويلا، غير أنه قد تم تأجيل ذلك لأسباب عديدة.
ولقد تأسس مجلس الدفاع الأمريكي الجنوبي في 20 يوليو 2008، وانعقد اجتماعه الأول في 10 مارس 2009. وفي تاريخ 4 مايو 2010، انتخب رؤساء الدول الأعضاء الرئيسَ الأرجنتيني السابق نيستور كيرشنير أول أمين عام لاتحاد دول أمريكا الجنوبية بالإجماع.
في بداية عام 2019، كانت معظم دول أمريكا الجنوبية قد غادرت الاتحاد وشكلت اتحادًا قاريًا ثانيًا، وهو منتدى تنمية وتطوير أمريكا الجنوبية (الذي يعرف بالاختصار الشائع: PROSUR).

## كيانات سياسية مشابهة

### الاتحاد الاقتصادي الأوروآسيوي
أنشئ الاتحاد الاقتصادي الأوروآسيوي في يناير 2015، ويضم كل من أرمينيا وبيلاروسيا وكازاخستان وقيرغيزستان وروسيا، إضافة إلى مولدوفا بصفة عضوية مراقب، وكل هذه الدول هي أعضاء سابقة في الاتحاد السوفييتي. والاتحاد الأوروآسيوي هو اتحاد عبر قاري، إذ يضم أعضاء من أوروبا وآسيا في آن واحد.

### حوار التعاون الآسيوي
حوار التعاون الآسيوي هو منظمة حكومية دولية أنشئت في 18 يونيو 2002 لتعزيز التعاون الآسيوي على المستوى القاري والمساعدة في دمج منظمات إقليمية منفصلة مثل رابطة دول جنوب شرق آسيا (آسيان) ورابطة جنوب آسيا للتعاون الإقليمي (سارك) ومجلس التعاون لدول الخليج العربية والاتحاد الاقتصادي الأوروآسيوي.

### مجلس أوروبا
على الرغم من كونه لا يعتبر اتحادًا قاريًا تقليديًا بشكل عام، فالمجلس منظمة حكومية دولية تضم معظم الدول التي تُعد «أوروبية». وبصفته منظمة حكومية دولية، ينصب تركيز المجلس على الحوار السياسي في الشؤون المتعلقة بإعلاء حقوق الإنسان والديمقراطية وحكم القانون في أوروبا.

### منظمة الدول الأمريكية
على الرغم من كونها لا تُعتبر اتحادًا قاريًا تقليديًا بشكل عام، فمنظمة الدول الأمريكية (اختصارًا OAS بالإنجليزية) هي منظمة حكومية دولية تضم معظم الدول التي تُعد تابعة للقارتين الأمريكيتين. وبصفتها منظمة حكومية دولية، ينصب تركيز منظمة الدول الأمريكية على الحوار السياسي المرتبط بغايات التضامن الإقليمي والسلام والتعاون بين دول الأمريكتين.

### منتدى جزر المحيط الهادئ
على الرغم من كونه لا يُعتبر اتحادًا قاريًا تقليديًا بشكل عام، فمنتدى جزر المحيط الهادئ (اختصارًا PIF بالإنجليزية) هو منظمة حكومية دولية تضم معظم الدول المستقلة والمناطق التابعة التي تقع ضمن المحيط الهادئ. وبصفته منظمة حكومية دولية، ينصب تركيز منتدى جزر المحيط الهادئ على الحوار السياسي المرتبط بتعزيز التعاون والرخاء الاقتصادي والاجتماعي بين الدول الواقعة في المحيط الهادئ.

### في العرف الكندي
حسب علوم التاريخ والسياسة الكندية، يشير مصطلح «الاتحاد القاري» إلى فكرة إنشاء اتحاد بين كندا والولايات المتحدة الأمريكية، إما من خلال تشكيل كيان فوق وطني جديد تكون فيه الدولتان كلتاهما عضوين متكافئين، أو من خلال إلحاق كندا بالولايات المتحدة. وتُعرف الأيديولوجيا التي تميل إلى دمج كندا بالولايات المتحدة، سواء أكان ذلك من الناحية الاقتصادية أو السياسية، باسم «النزعة القارية» (بالإنجليزية: continentalism)، أما النسخة الأكثر راديكالية والتي تميل إلى أن تصبح كندا جزءًا من الولايات المتحدة فتدعى «النزعة الإلحاقية» (بالإنجليزية: annexationism). وقد شكلت النزعة القارية تاريخيًا إحدى ثلاث نظريات للقومية الكندية سادت في الفكر الكندي الإنجليزي، وكانت الأخريان هما «النزعة الإمبريالية» المناصرة لبريطانيا والنزعة القومية الكندية.
إضافة إلى ما سبق، فقد نوقش مفهوم اتحاد أمريكي شمالي بين كندا والولايات المتحدة والمكسيك في الدوائر السياسية والأكاديمية منذ عقد اتفاقية التجارة الحرة لأمريكا الشمالية.